# Holmelgonia producta
Holmelgonia producta là một loài nhện trong họ Linyphiidae.
Loài này thuộc chi Holmelgonia. Holmelgonia producta được Robert Bosmans miêu tả năm 1988.